# Sierra Sinn
Sierra Sinn (Pittsburgh, Pensilvania; 6 de julio de 1982) es una actriz pornográfica retirada estadounidense.

## Premios
- 2007 Premios AVN – Escena Sexual Outrageous – Porn of the Dead[3]
- 2008 Premios AVN nominada – Escena Sexual Outrageous – Supersquirt 4
- 2008 Premios AVN nominada – Escena Sexual Outrageous – Blow It Out Your Ass 2
- 2008 Premios AVN nominada – Mejor Escena Sexual en Grupo, Video – Swallow My Squirt 4[4]